# Redleiten
Redleiten je obec v rakouské spolkové zemi Horní Rakousy, v okrese Vöcklabruck.
K 1. lednu 2014 zde žilo 500 obyvatel.